# 羅仁權
羅仁權（Prof. Ren C. Luo,  Dipl.-Ing; Dr.-Ing）教授，學者。

## 生平
1975-1979年德國柏林工業大學學士和碩士連制德國國家工程師學位，1982年獲得德國柏林工業大學博士學位，隨即從事教學與研究工作，先後在美國、日本及台灣等多所著名大學任教，為國際知名學者，曾擔任日本國立東京大學講座教授、美國電機電腦工程學系終身職正教授、智慧型機器人研究中心主任、中正大學工學院教授暨院長與校長等職務，現為台灣大學電機工程學系特聘教授、智慧機器人及自動化國際中心主任。美國國際電機電子工程師學會（IEEE）院士，英國國際工程技術學會院士（ FIET ） ，為臺灣第一位擔任IEEE所屬國際工業電子學會總裁，研究專長領域包括光機電整合系統、電腦視覺、智慧型感測控制機器人理論與實務應用、智慧製造及自動化。2016年起擔任IEEE工業資訊國際期刊總主編IEEE Transactions on Industrial Informatics.

## 外部連結
- 羅仁權 （页面存档备份，存于） - 國立臺灣大學電機系